# غوردون مارشال (لاعب كرة قدم)
غوردون مارشال (بالإنجليزية: Gordon Marshall)‏ (2 يوليو 1939 بفارنهام في المملكة المتحدة - فبراير 2025) هو لاعب كرة قدم بريطاني في مركز حراسة المرمى. شارك مع منتخب إنجلترا تحت 23 سنة. أما مع النوادي، فقد لعب مع نادي أبردين ونادي سلتيك ونادي هيبرنيان ونوتينغهام فورست ونيوكاسل يونايتد وهارت أوف ميدلوثيان ونادي اربوراث.

## وصلات خارجية
- غوردون مارشال على موقع قاعدة بيانات كرة القدم.إي يو (الإنجليزية)